# 라파엘 바란
라파엘 그자비에 바란(프랑스어: Raphaël Xavier Varane, 프랑스어 발음: [ʁafaɛl vaʁan], 1993년 4월 25일~)은 프랑스의 전 축구 선수, 현 행정가이다. 선수 시절 포지션은 중앙 수비수였으며 현재 코모 1907 이사회의 임원으로 활동하고 있다. 라리가의 레알 마드리드 CF와 프리미어리그의 맨체스터 유나이티드 FC에서 선수 경력 대부분을 보냈고 프랑스 축구 국가대표팀의 일원으로 월드컵 우승 1회를 달성했다.
2002년 RC 랑스 유소년팀에 입단해 리그 1 2010-11시즌에 랑스 1군에 합류했고 2010년 17살의 나이에 몽펠리에 HSC와의 경기에서 프로 리그 데뷔전을 가졌다. 랑스에서 1년 동안 활동한 후 2011년 레알 마드리드 CF로 이적한 그는 레알마드리드에서 2021년까지 10시즌 동안 활동하면서 라리가 3회 우승, 코파 델 레이 1회 우승, UEFA 챔피언스리그 4회 우승, FIFA 클럽 월드컵 4회 우승을 포함해 총 18개의 대회에서 우승을 달성했고 2014년 1월 가디언으로부터 유럽의 10대 유망주 중 1명으로 선정되었다. 2021년 레알 마드리드에서 맨체스터 유나이티드 FC로 이적했고 맨체스터 유나이티드에서 EFL컵 1회 우승, FA컵 1회 우승을 달성했다. 2024년 맨체스터 유나이티드를 떠나 코모 1907에 자유 계약으로 입단한 그는 코모 소속으로 첫 번째 경기에 출전한 지 23분 뒤 무릎 부상을 당해 경기에서 교체되었다. 이후 코모의 세리에 A 출전 선수 명단에서 제외되었고, 2024년 9월 25일 선수 경력 마감을 발표했다.
바란은 프랑스 연령별 대표팀을 거친 후 2013년 3월 프랑스 축구 국가대표팀에 데뷔했다. 그는 2014년 FIFA 월드컵에 참가해 해당 대회에서 FIFA 영플레이어상(영어: FIFA Young Player Award) 수상 후보에 포함되었다. 그는 2018년 FIFA 월드컵에 참가해 대표팀의 모든 월드컵 경기에 출전하며 대표팀의 월드컵 우승에 기여했고 UEFA 유로 2020에 참가했다. 2020-21년 UEFA 네이션스리그에 참가해 네이션스리그 우승을 달성했고 2022년 FIFA 월드컵에 참가해 대표팀의 월드컵 준우승에 기여했다. 그는 월드컵이 끝난 후 2023년 대표팀 은퇴를 발표했다.

## 구단 경력

### 초기 경력
바란은 노르-파-드-칼레 레지옹의 릴 출신이다. 그는 르 모르뉴-루즈 출신의 마르티니크 혈통인 부친 가스통과 프랑스인 모친 아니 사이에서 났고, 생-아망-레-오에서 유년 시절을 보냈다. 바란은 7세에 릴 시내의 인근 구단 에옘에서 축구를 시작했다. 구단에서 2년을 보낸 후인 2002년 7월, 그는 프로 구단이자 고향 연고 구단인 릴의 데흐비 뒤 노르 라이벌인 랑스에 합류했다. 구단 유소년팀의 선배들이 가엘 카쿠타나 티모테 콜로지에차크와 같이, 바란은 리에뱅 인근의 노르-파-드-칼레 레지옹 출신들 전용 훈련장인 축구 기초발달 센터에서 대부분의 시간을 보냈다. 그는 주중에 센터에서 훈련에 임하며 2년을 보냈고, 랑스 소속으로 주말에 경기를 벌였다.
랑스에 머물기 시작하면서, 바란은 구단의 유소년팀을 빠르게 밟아나갔다. 2008-09 시즌, 팀동료인 토르강 아자르와 조프레 콩도비아와 같이 구단의 U-16팀에서 활약하며 U-16 국내 선수권 (Championnat National des 16 ans) 대회를 우승했다. 그 다음 시즌, 바란은 U-19 연령대로 승격되어 자신보다 2살 많은 형들과 동행했다. 2010-11 시즌을 앞두고, 바란은 첫 프로 계약서에 서명했다. 그는 얼마 후, 샹피오나 드 프랑스 아마퇴르에 소속된 구단의 2군 선수로 승격되었다. 바란은 2-0으로 이긴 드랑시와의 리그 개막전에서 아마추어 데뷔전을 치렀다. 그는 이어지는 구단의 9경기에 선발로 출전했고, 이 기간 동안 패한 경기는 단 한번이었다.

### 랑스
시즌이 10월 말로 접어들면서, 바란은 장-기 와옘 감독의 부름을 받아 11월 6일에 예정된 몽펠리에전을 앞두고 1군에 차출되었다. 그는 수비수 알레딘 야히아가 부상으로 빠지면서 한 주 내내 구단에서 훈련을 했는데, 바란은 놀랍게도 선발 명단에 이름을 올렸다. 경기에서 그는 90분간 뛰어 2-0 승리를 도왔다. 이 경기는 구단이 무실점으로 마친 시즌 3번째 경기였다. 바란은 아딜 에르마슈 주장과 바란과 수비를 조율한 에리크 셰유, 스트라이커 다비 포예를 비롯한 팀 동료들은 물론, 지역 언론과 와옘 감독의 칭찬을 들었다. 2010년 11월 7일, 바란은 에리크 아사두리앙 랑스 유소년팀 감독에 의해 "전술적으로나 기술적으로나 진정한 1류 선수"라는 평가를 받았다. 이어지는 두 경기에서, 바란과 몇몇 유소년팀 선수들은 랑스가 두 거함 마르세유와 리옹을 상대하는 것을 벤치에서 관전했다. 그는 11월 30일, 1-4로 패한 브레스트전에서 다시 선발로 섰다. 와옘 감독이 브레스트전 직후 경질되었으나, 바란은 라슬로 뵐뢰니 신임 감독 체제에서도 주전으로 중용되었다. 12월, 셰유와 야히아가 복귀하면서, 바란은 보르도전에서 수비형 미드필더로 배치되었다. 같은 경기에서, 그는 유동적인 제3의 중앙 수비수로 활약해 84분에 요앙 구프랑의 근접 슛을 몸으로 막아 2-1로 앞서나가는 상황을 유지시켰다. 그러나, 경기 막판에 들어 보르도에 동점골을 내주어 2-2로 비겼다.
2011년 1월, 바란은 여러 구단과 연결 된 것으로 보고 되어 이적의 대상으로 추측되었다. 관심으로부터 돌리기 위해, 2011년 2월 3일, 그는 계약을 2년 연장해 2015년까지 랑스 소속으로 남게 되었다. 5월 8일, 바란은 1-1로 비긴 캉전에서 첫 프로무대 득점을 올렸다. 이어지는 모나코와의 경기에서도 동점골을 넣어 1-1로 비겼다. 이 골에도 불구하고, 교착 상태를 풀지 못한 랑스는 1부 리그에서 2시즌 만에 리그 2로 강등되었다. 5월 21일, 바란은 0-1로 패한 아를-아비뇽과의 경기에서 주장으로 경기에 임했다.

### 레알 마드리드

#### 2011–12 시즌
2011년 6월 22일, 제르배 마르텔 랑스 회장은 구단 회의에 나온 지지자 단체에게 "그는 레알 마드리드로 가 주제 모리뉴의 제자가 될 것이다." 라고 발언해 바란이 스페인의 거함 레알 마드리드로 둥지를 옮길 예정이라 밝혔다. 바란은 이전에 레알 마드리드의 구단 시설을 둘러본 적이 있으며, 구단 조언가이자 같은 국적의 지네딘 지단을 만났었다. 6월 27일, 바란의 의료 검진을 성공적으로 통과하면서 레알 마드리드로의 이적이 확정되었다. 바란은 구단과 6년 계약을 맺었는데, 이적료는 €10M대로 책정되었다.

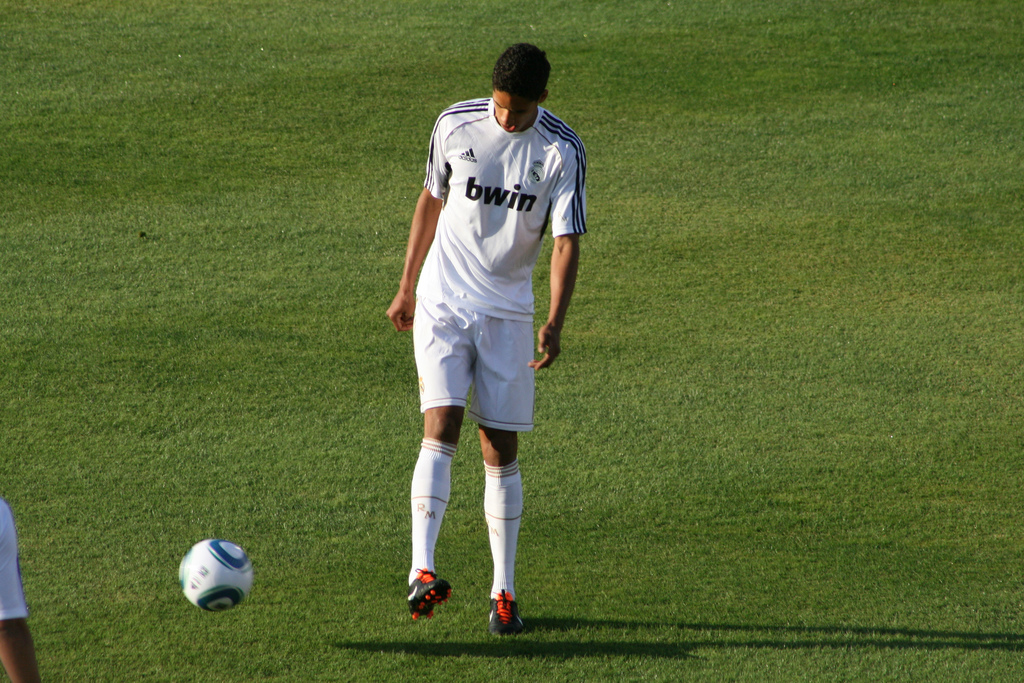
로스 앤젤레스의 레알 마드리드 훈련에 참가한 라파엘 바란.

바란은 등번호 19번을 받아 미국의 로스앤젤레스 갤럭시를 상대로 한 2011년 월드 풋볼 챌린지 첫 프리시즌 경기에서 레알 마드리드 데뷔전을 치렀다. 그는 후반전에 교체로 들어가 레알 마드리드의 가벼운 4-1 승리에 일조했다. 바란은 나흘 후, 멕시코의 과달라하라를 상대로 첫 선발 출전을 했고, 이 경기에서는 3-0으로 이겼다. 그는 총 8번의 레알 마드리드 프리시즌 경기에서 7번 출전했다.
바란이 처음으로 나선 레알 마드리드 공식전은 9월 21일 라싱 산탄데르와의 리그전이었다. 그는 히카르두 카르발류와 중앙 수비를 맡았는데, 경기는 득점 없이 비겼다. 사흘 뒤에 벌어진 라요 바예카노와의 다음 리그 경기에서는 선발로 나서 메수트 외질의 코너킥을 발꿈치로 날아 차 레알 마드리드에서의 1호골을 집어넣었다. 경기는 레알 마드리드의 6-2 승리로 종결되었다. 바란은 이 골을 넣을 당시 나이가 18세 152일이어서 레알 마드리드 역사상 최연소 외국인 공식전 득점자로 이름을 올렸다. 9월 27일, 그는 3-0으로 이긴 네덜란드의 아약스와의 UEFA 챔피언스리그 경기에서 유럽 무대에 첫 발을 디뎠다. 2달 후, 바란은 크로아티아의 디나모 자그레브와 두 번째 UEFA 챔피언스리그 경기를 벌였다. 같은 경기에서, 바란은 선발로 출전해 호세 카예혼의 5번째 골을 도와 6-2 승리에 일조했다. 이 경기 승리로 레알 마드리드는 조 1위를 확정지었다.

#### 2012–13 시즌
2012-13 시즌, 바란은 등번호를 2번으로 변경했다. 레알마드리드가 치른 처음 4번의 리그 경기에 결장한 그는 9월 18일, 잉글랜드 맨체스터 시티와의 UEFA 챔피언스리그 1라운드 경기에 시즌 첫 출전을 기록했다. 바란은 선발로 나서 90분을 소화했고, 레알 마드리드는 3-2 역전승을 거두었다.
2013년 1월 30일, 바란은 바르셀로나와의 코파 델 레이 2012-13 일전에서 고전 더비에 처음으로 참전했다. 그는 바르셀로나의 수차례 위협을 막아냈는데, 한번은 샤비의 슛을 득점선 바로 앞에서 걷어냈다. 그는 이 경기에서 머리로 골을 넣으며 경기를 종결지었고, 1-1로 끝났다. 그는 고전 더비 경기에서 득점을 기록한 레알 마드리드의 외국인 선수들 중 두 번째로 젊은 선수였다. 2013년 2월 26일, 캄 노우에서 열린 2차전에서도 바란은 메수트 외질의 코너킥을 머리로 마드리드의 3번째 득점으로 연결해 3-1 완승에 쐐기를 박았다. 바란은 바르셀로나와 맨체스터 유나이티드를 상대하고 전 FIFA 월드컵 우승 주역인 빅상트 리자라쥐로부터 칭찬을 들었다. 그는 "우리는 페페를 벤치로 보낸 젊은이를 보고 있고, 페페도 역량으로 보면 여전히 훌륭한 중앙 수비수이다. 그가 맨체스터 유나이티드와 바르셀로나를 상대하며 보여준 모습은 인상적이다." 라고 말했다. 바란은 갈라타사라이와의 UEFA 챔피언스리그 8강전에서도 인상적인 활약을 펼쳤는데, 마드리드가 무실점을 유지해 3-0 승리를 거두게 도와주었다. 그는 27번 공을 건내주는 과정에서 단 한번도 상대가 가로채지 못했고, 태클 또한 할 때마다 공을 가져갔는데, 특히 디디에 드로그바를 훌륭히 봉쇄했다.
2013년 4월, 바란은 마르카지에 의해 "레알 마드리드 역사상 최고의 외국인 선수 11인"의 일원으로 선정되었다. 2013년 5월 14일, 바란은 레알 소시에다드와의 2012-13 시즌 최종전에서 오른쪽 무릎 부상을 당한 후 수술을 성공적으로 받았다.

#### 2013–14 시즌
2014년 4월 16일, 바란은 2014 코파 델 레이 결승전에서 추가 시간에 카림 벤제마와 교체로 출전했고, 여기서 레알 마드리드가 바르셀로나를 2-1로 이겼다.
그는 아틀레티코 마드리드와의 2014 UEFA 챔피언스리그 결승전에서 더 경험이 많은 페페를 대신하여 120분을 소화했고, 소속 구단은 4-1로 이겼다. 연장전 추가 시간에, 크리스티아누 호날두가 마지막 득점을 올린 후, 바란은 공을 디에고 시메오네 아틀레티코 감독에게 찼고, 이는 그의 분노를 야기해 경기장에 난입케 했다. 시메오네는 퇴장당했고, 바란은 이 사태로 경고를 받았다. 경기 후, 가비 아틀레티코 주장은 바란이 미숙해서 벌인 일이라 용서했고, 시메오네도 "나도 또한 어떻게 반응하는가에 실수를 저질렀다. 그는 아직 앞날이 창창한 젊은 녀석이다."

#### 2014–15 시즌
2014년 9월 18일, 바란은 새로이 6년 계약을 맺어 2020년까지 레알 마드리드에 남게 되었다.

#### 2015–16 시즌
바란은 UEFA 챔피언스리그 2015-16을 우승하는 과정에서 일부 경기에 선발로 출전했다.

### 맨체스터 유나이티드
2021년 7월 27일 레알 마드리드와 맨체스터 유나이티드 양 구단은 라파엘 바란 이적에 합의하였다.
2023-24 시즌 후, 맨유와 결별하였다.

## 플레이스타일
2013년 1월 30일, 아이토르 카랑카 레알 마드리드 수석 코치는 코파 델 레이에서 고전 더비를 펼치고 기자 회견에서 바란을 언급하며 "바란은 어깨 위의 머리를 잘 다루며 계속 발전해 나갈 것이 분명합니다" 라 했다.
전 프랑스 국가대표 수비수였던 프랑크 르뵈프는 바란이 레알 마드리드의 전설인 페르난도 이에로를 넘어설 가능성이 있다며 "다수가 그를 기술력으로 이에로에 견주어 보지만, 그의 물리적 능력으로 보았을 때 그는 더 강하며 빠릅니다." 라 기자들에게 말했다.

## 국가대표 경력

### 청소년 대표팀
바란은 전 프랑스 청소년 국가대표로, U-18, U-21 국가대표로 출전한 바 있다. U-18 대표팀으로 출전하기 전, 그는 U-17 대표로도 차출되었으나, 단 한 경기도 나가지 못했다. 2010년 8월 24일, 바란은 덴마크와의 친선경기에서 U-18 데뷔전을 치렀다. 첫 경기에서 그는 쐐기골을 기록해 2-0 승리를 견인했다. 바란은 이후 랑스 1군에서의 출전 기회가 늘어나 U-18 대표팀의 차출을 거절했고, 이스라에에서 열린 투르누아 드 리모주 대회에 참가하지 않았다. 2011년 2월 3일, 그는 에리크 몽바에르 감독에 의해 슬로바키아와의 친선전을 위해 처음으로 차출되었다. 바란은 이 차출이 "매우 놀라웠다"고 밝혔다. 그는 슬로바키아와의 첫 U-21 경기에 선발로 나섰고, 경기를 3-1로 이겼다. 11월 15일, 바란은 2-0으로 이긴 슬로바키아와의 2013년 UEFA U-21 축구 선수권 대회 예선전에서 첫 U-21 무대 골을 신고했다. 이 경기에서 이긴 프랑스는 예선 플레이오프 진출권을 확보했다.

### 성인 대표팀

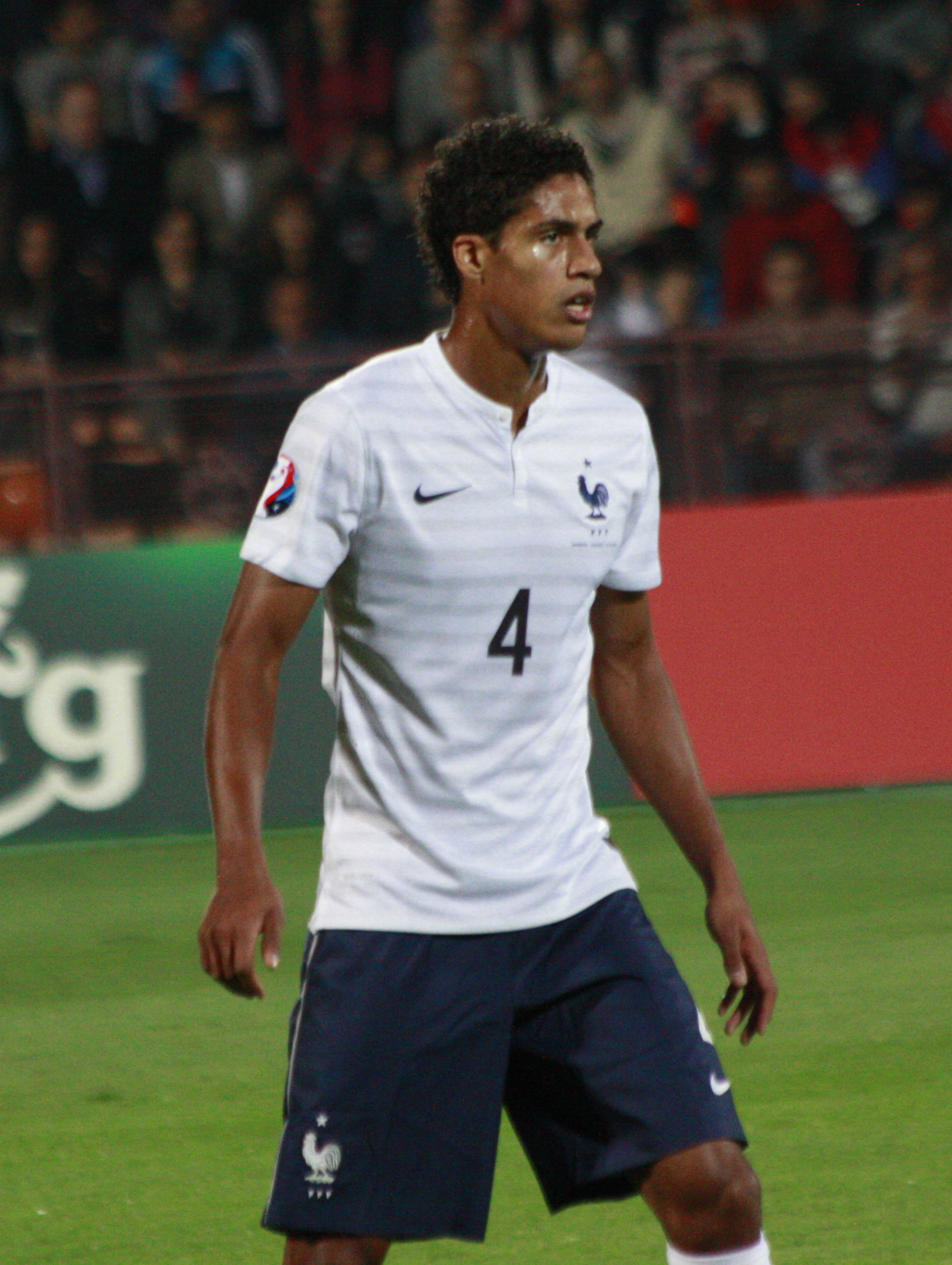
대표팀에서의 바란 (2014년)

2012년 8월, 바란은 우루과이와의 친선전을 앞두고 프랑스 성인 대표팀에 차출되었지만 벤치에 머물렀다. 그는 2013년 3월22일, 조지아와의 FIFA 월드컵 예선 경기에서 처음으로 선발 출전해 3-1 승리에 일조했다.
2014년 5월 13일, 그는 디디에 데샹에 의해 2014년 FIFA 월드컵 출전 명단에 등록되었다.
2014년 6월 15일, 그는 마마두 사코와 중앙 수비에서 협력해 온두라스를 상대로 파란 군단 (Les Bleus)의 첫 FIFA 월드컵 경기에 나섰고, 경기는 3-0 완승으로 끝났다. 그는 스위스와의 2차전에도 출전했고, 나이지리아와 독일과의 결선 토너먼트전에도 출전했지만, 프랑스는 8강에서 독일에 패해 탈락했다.
7월 11일, 바란은 3명의 최우수 신인상 후보들 중 한 명으로 올랐다. 10월 14일, 바란은 3-0으로 이긴 아르메니아전에서 블레즈 마튀이디가 전반에 교체되어 나가면서 프랑스 국가대표팀 역사상 최연소 주장을 맡았다. 그는 이후 스웨덴과의 11월 18일 홈 친선전에서 선발 주전으로 나서 첫 국가대항전 득점을 기록해 파란 군단 (Les Bleus)의 1-0 승리를 견인했다.
2016년 5월 24일, 그는 허벅지 부상으로 UEFA 유로 2016 출전이 좌절되었고, 그의 자리는 아딜 라미가 대신했다.
2022년 FIFA 월드컵에 출전한 후 2023년 2월 2일, 바란은 29살의 나이에 자신의 인스타그램을 통해 프랑스 성인 대표팀 은퇴를 발표했다. 바란은 성인 대표팀에서 93경기에 출전해 프랑스 성인 대표팀에서 13번째로 가장 많이 출전한 선수가 되었다.
2023년 3월 24일, 바란은 위고 요리스, 블레즈 마튀디, 스테브 망당다와 함께 스타드 드 프랑스에서 있었던 프랑스와 네덜란드의 UEFA 유로 2024 예선 B조 1차전에 초대되었다. 2018년 FIFA 월드컵의 우승자들이자 국가대표팀에서 은퇴한 이들은 경기 전 8만 명의 관중들 앞에서 환대를 받았다.

## 행정가 경력
2024년 10월 19일, 바란은 코모 1907 이사회의 임원으로 임명되었고 구단 유소년팀 관리, 성장과 구단 경영, 기술 혁신 부문 관리를 담당하게 되었다.

## 개인사
바란은 소꿉친구였던 카미유 티트가를 배우자로 맞이했다.

## 경력 통계

### 클럽[62]
| 클럽                | 시즌    | 리그         | 리그 | 리그 | 컵   | 컵   | 유럽 | 유럽 | 기타 | 기타 | 합계 | 합계 |
| 클럽                | 시즌    | 리그         | 출장 | 득점 | 출장 | 득점 | 출장 | 득점 | 출장 | 득점 | 출장 | 득점 |
| ------------------- | ------- | ------------ | ---- | ---- | ---- | ---- | ---- | ---- | ---- | ---- | ---- | ---- |
| 랑스 II             | 2010-11 | CFA          | 9    | 0    | -    | -    | -    | -    | -    | -    | 9    | 0    |
| 랑스                | 2010–11 | 리그 1       | 23   | 2    | 1    | 0    | -    | -    | -    | -    | 24   | 2    |
| 레알 마드리드       | 2011–12 | 라리가       | 9    | 1    | 2    | 1    | 4    | 0    | -    | -    | 15   | 2    |
| 레알 마드리드       | 2012–13 | 라리가       | 15   | 0    | 7    | 2    | 11   | 0    | -    | -    | 33   | 2    |
| 레알 마드리드       | 2013–14 | 라리가       | 14   | 0    | 2    | 0    | 7    | 0    | -    | -    | 23   | 0    |
| 레알 마드리드       | 2014–15 | 라리가       | 27   | 0    | 4    | 2    | 12   | 0    | 3    | 0    | 46   | 2    |
| 레알 마드리드       | 2015–16 | 라리가       | 26   | 0    | -    | -    | 7    | 0    | -    | -    | 33   | 0    |
| 레알 마드리드       | 2016–17 | 라리가       | 23   | 1    | 3    | 1    | 10   | 2    | 3    | 0    | 39   | 4    |
| 레알 마드리드       | 2017-18 | 라리가       | 27   | 0    | 1    | 0    | 11   | 0    | 5    | 0    | 44   | 0    |
| 레알 마드리드       | 2018-19 | 라리가       | 32   | 2    | 4    | 0    | 4    | 0    | 3    | 0    | 43   | 2    |
| 레알 마드리드       | 2019-20 | 라리가       | 32   | 2    | 1    | 1    | 8    | 0    | 2    | 0    | 43   | 3    |
| 레알 마드리드       | 2020-21 | 라리가       | 31   | 2    | -    | -    | 9    | 0    | 1    | 0    | 41   | 2    |
| 맨체스터 유나이티드 | 2021-22 | 프리미어리그 | 22   | 1    | 2    | 0    | 5    | 0    | -    | -    | 29   | 1    |
| 맨체스터 유나이티드 | 2022-23 | 프리미어리그 | 24   | 0    | 5    | 0    | 5    | 0    | -    | -    | 34   | 0    |
| 맨체스터 유나이티드 | 2023-24 | 프리미어리그 | 22   | 1    | 6    | 0    | 4    | 0    | -    | -    | 32   | 1    |
| 코모                | 2024-25 | 세리에 A     | -    | -    | 1    | 0    | -    | -    | -    | -    | 1    | 0    |
| 통산                | 통산    | 통산         | 336  | 12   | 39   | 7    | 97   | 2    | 17   | 0    | 489  | 21   |

### 국가대표팀
2022년 12월 18일 기준
| 국가대표팀 | 연도 | 출장 | 득점 | 도움 |
| ---------- | ---- | ---- | ---- | ---- |
| 프랑스     | 2013 | 4    | 0    | 0    |
| 프랑스     | 2014 | 13   | 1    | 0    |
| 프랑스     | 2015 | 10   | 1    | 0    |
| 프랑스     | 2016 | 8    | 0    | 0    |
| 프랑스     | 2017 | 5    | 0    | 0    |
| 프랑스     | 2018 | 14   | 1    | 0    |
| 프랑스     | 2019 | 10   | 2    | 1    |
| 프랑스     | 2020 | 7    | 0    | 0    |
| 프랑스     | 2021 | 12   | 0    | 0    |
| 프랑스     | 2022 | 10   | 0    | 0    |
| 합계       | 합계 | 93   | 5    | 1    |

### 국가대표팀 득점 기록
아래의 점수에서 왼쪽의 점수가 프랑스의 점수이다.
| #  | 날짜       | 경기장                     | 상대     | 점수 | 최종결과 | 대회             |
| -- | ---------- | -------------------------- | -------- | ---- | -------- | ---------------- |
| 1. | 2014-11-18 | 스타드 벨로드롬            | 스웨덴   | 1–0  | 1–0      | 친선경기         |
| 2. | 2015-03-26 | 스타드 드 프랑스           | 브라질   | 1–0  | 1–3      | 친선경기         |
| 3. | 2018-07-06 | 니즈니 노보고로드 스타디움 | 우루과이 | 1-0  | 2-0      | 2018 FIFA 월드컵 |
| 4. | 2019-03-22 | 짐브루 스타디움            | 몰도바   | 2-0  | 4-1      | 유로 2020 예선   |
| 5. | 2019-11-14 | 스타드 드 프랑스           | 몰도바   | 1-1  | 2-1      | 유로 2020 예선   |

## 수상

#### 레알 마드리드(2011-2021)
- 라리가 : 2011–12, 2016–17, 2019–20
- 국왕컵 : 2013–14
- 수페르코파 데 에스파냐 : 2012, 2017, 2019–20
- UEFA 챔피언스리그 : 2013–14, 2015–16, 2016–17, 2017–18
- UEFA 슈퍼컵 : 2014, 2016, 2017
- FIFA 클럽 월드컵 : 2014, 2016, 2017, 2018

#### 맨체스터 유나이티드(2021-2024)
- EFL컵 : 2022-23
- FA컵 : 2023-24

#### 프랑스(2013-2022)
- FIFA 월드컵 : 우승 (2018), 준우승 (2022)
- UEFA 네이션스리그 : 2020-21

### 개인
- 발롱도르 7위 : 2018
- FIFA 올해의 선수 9위 : 2018
- UEFA 챔피언스리그 시즌의 스쿼드[64] : 2017-18
- UEFA 올해의 팀 : 2018
- FIFPro 월드 11 : 2018
- FIFA 월드컵 판타지팀 : 2018
- FIFA 월드컵 드림팀 : 2018
- IFFHS 올해의 팀 : 2018
- 레지옹 도뇌르 : 2018[65]